# Stade Jules Deschaseaux
Stade Jules Deschaseaux er et fodboldstadion i Le Havre i Normandiet, Frankrig. Stadionet er hjemmebane for Ligue 2-klubben Le Havre AC, og blev indviet i 1932. Det har plads til 20.005 tilskuere.
Ved VM i fodbold 1938 var Stade Jules Deschaseaux blandt spillestederne. 